# Neleges proditor
Neleges proditor là một loài tò vò trong họ Ichneumonidae.